# Aguriahana aptera
Aguriahana aptera är en insektsart som beskrevs av Irena Dworakowska 1972. Aguriahana aptera ingår i släktet Aguriahana och familjen dvärgstritar. Inga underarter finns listade i Catalogue of Life.